# Cordilheira Central (Peru)

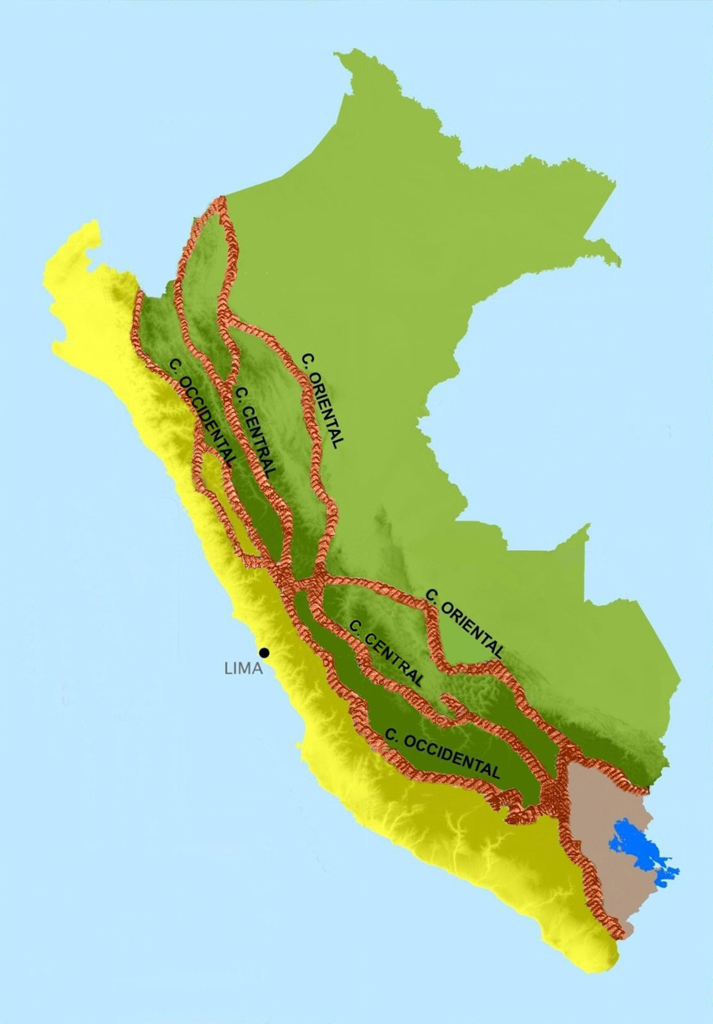
As três principais cordilheiras do Peru.

A Cordilheira Central do Peru é o ramo central dos Andes no Peru. Estende-se por cerca de 1500 km. É uma das três cordilheiras que cruzam o país na direção noroeste, localizada entre a Cordilheira Ocidental e a Cordilheira Oriental do Peru.
O nome Cordilheira Central também é aplicado a uma sub-cordilheira da Cordilheira Ocidental. Está localizado na região de Junín e na região de Lima.